# 鳩山友愛塾
鳩山友愛塾（はとやまゆうあいじゅく）は、日本の私塾のひとつ。初代自民党総裁で元内閣総理大臣の鳩山一郎が理念とした「友愛」を精神に掲げ、各界のリーダーを育成することを目的に設立した。塾長は鳩山威一郎の長女・井上和子。塾長代行に元民主党代表及び元内閣総理大臣鳩山由紀夫（休職中）、元総務大臣鳩山邦夫。会場は鳩山会館。

## 概要
| 概要         | 詳細                                                                           |
| ------------ | ------------------------------------------------------------------------------ |
| 塾長         | 井上和子（代行である鳩山兄弟の姉）                                             |
| 塾長代行     | 鳩山由紀夫（休職中）、鳩山邦夫                                                 |
| 理念         | 本塾は友愛を基調とした社会、国家、そして世界を実現する為、有為の人材を育成する |
| 住所         | 〒112-0002 東京都文京区小石川1-10-13 小石川文天ビル2F                          |
| 開講         | 平成20年4月                                                                    |
| カリキュラム | 各界の講師による講義、軽食を交えてのディスカッション                           |
| 募集人員     | 20名 ※諸般の理由により、平成22年度は休塾                                       |
| 応募資格     | なし                                                                           |
| 入塾要件     | 申請及び受講料の納入                                                           |
| 会場         | 鳩山会館                                                                       |
| 受講料       | 入塾金3万円、受講料10万円                                                      |
| 卒塾年限     | 1年                                                                            |
| 卒塾要件     | ---                                                                            |
| 表彰制度     | ---                                                                            |
| 修了者の称号 | なし                                                                           |
| OB・OG組織   | ---                                                                            |

## 類似する組織
- 小沢一郎政治塾
- 糸山政経塾
- 大隈塾
- 一新塾
- 自由民主党中央政治大学院
- 新生党学生塾
- 明日のリーダー塾
- 『発言者』塾
- 表現者塾
- 松下政経塾